# David Lake
David Lake är en sjö i Algoma District i provinsen Ontario i den sydöstra delen av Kanada. David Lake ligger 378 meter över havet. Sjön har sitt utlopp i väster och vattnet rinner vidare till Rusty Lake. David Lake tillhör Blind Rivers avrinningsområde.